# Вељко
Вељко је словенско мушко име.

## Порекло
У Хрватској је изведено од имена Веселко. У Србији је изведено од имена Велизар. У Словенији је ово име изведено од имена Велимир.

## Популарност
У Хрватској је Вељко популарно име и то највише у Загребу, Ријеци и Сплиту, мада му је популарност опадала од 1950-их. У Србији је ово име између 2003. и 2005. било на осамнаестом месту по популарности. У Словенији је у току 2007. је било на 402. месту по популарности.